# Джейсон Данфорд
Джейсон Данфорд (28 листопада 1986) — кенійський плавець.
Учасник Олімпійських Ігор 2008, 2012 років.
Переможець Всеафриканських ігор 2007, 2011 років.
Переможець Ігор Співдружності 2010 року.
Переможець літньої Універсіади 2009 року.